# Verdienstorden Pro Merito Melitensi
Der Verdienstorden Pro Merito Melitensi wurde im Jahr 1920 gestiftet und ist als Auszeichnung für Personen vorgesehen, die sich um die Ehre und das Ansehen des Souveränen Malteser-Ritterordens verdient gemacht haben. Er wird hauptsächlich an Personen, unabhängig ihrer Religionszugehörigkeit verliehen, die nicht Mitglieder des Malteser-Ritterordens sind und durch die Verleihung auch nicht zu Mitgliedern werden. Die Verleihung erfolgt auf Beschluss des Souveränen Rates wie auch durch Motu Proprio des Großmeisters. Die Beschlussfassungen über die Ordensverleihung werden im Generalverzeichnis vermerkt, die Verleihungen im Bollettino Ufficiale, dem offiziellen Mitteilungsblatt des Großmagisteriums verkündet. Der Verdienstorden Pro Merito Melitensi ist nicht zu verwechseln mit den Insignien der Mitglieder des Souveränen Malteser-Ritterordens.

## Ordensklassen

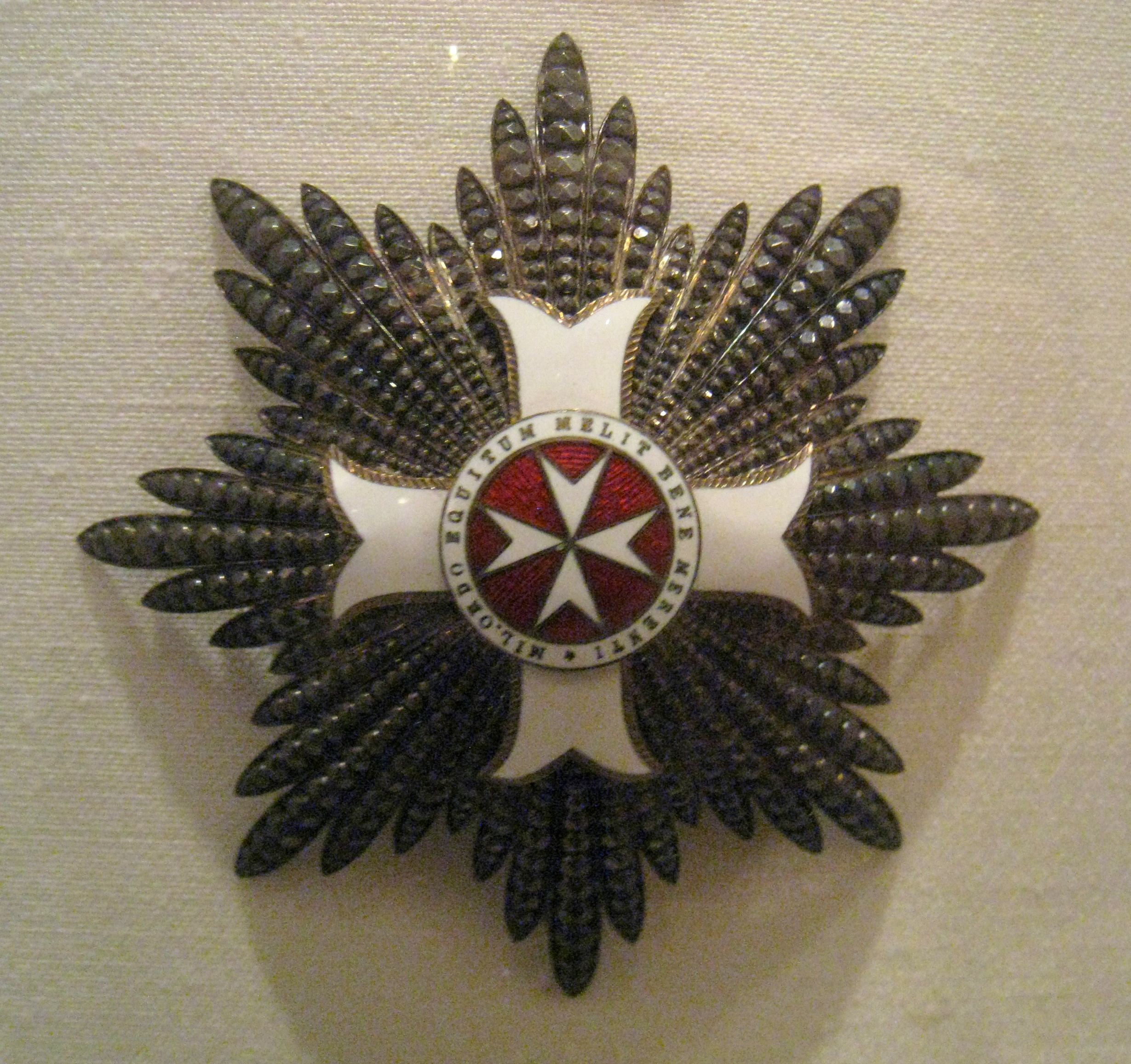
Bruststern zum Großkreuz pro Merito Melitensi

Der Verdienstorden wird als Ordenskette, Verdienstkreuz und Verdienstmedaille für Militär- und Zivilpersonen in jeweils insgesamt zehn Graden und an Geistliche in zwei Graden verliehen.
- Collane (gewöhnlich nur an Staatsoberhäupter verliehen)
- Verdienstkreuz für Laien
  - Sonderstufe des Großkreuzes
  - Großkreuz
  - Großoffizierkreuz
  - Kommandeurkreuz
  - Offizierkreuz
  - Verdienstkreuz
- Verdienstmedaille
  - in Gold (Personen vorbehalten, die an den Werken des Malteserordens unter Einsatz ihres Lebens mitgewirkt haben)
  - in Silber
  - in Bronze

An Geistliche wird das Verdienstkreuz pro piis meritis (für fromme Verdienste) in den Graden Großkreuz und Verdienstkreuz verliehen.

## Ordenszeichen
Das Ordenszeichen ist ein gold gerändertes weiß emailliertes Ankerkreuz. Das rot emaillierte Medaillon zeigt ein weißes Malteserkreuz und ist von einem weiß emaillierten Reif umschlossen, der in goldenen Lettern die Umschrift MIL. ORDO EQUITUM MELIT. BENE MERENTI (Malteser-Ritterorden für den Wohlverdienten) trägt. Auf der Rückseite findet sich die zweizeilige Inschrift A. D. MCMXX (Anno Domini 1920). Das Großkreuz ist 6 cm, das Großoffizier-, das Kommandeurkreuz und das Verdienstkreuz für Geistliche 5 cm und das Collane-, Offizier- und Verdienstkreuz für Laien 4,5 cm groß.
Zur Collane und zum Großkreuz wird ein achtstrahliger brillantierter silberner Bruststern mit Krone getragen, der für Männer 8,5 cm, bei Damen 7,5 cm groß ist. Zum Großoffizierkreuz wird ein 8 bzw. 7 cm großer vierstahliger Bruststern getragen.
Die Verdienstmedaille ist eine hochovale Medaille am Ordensband, die auf der Vorderseite ein erhabenes Malteserkreuz und auf der Rückseite die Inschrift des Ordenszeichen trägt.
Militärpersonen erhalten das Ordenskreuz und die Medaille mit Schwertern.

## Ordensband und Trageweise
Es gibt drei verschiedene Ordensbänder:

Zivilpersonen
Militärpersonen
Geistliche

Laien tragen das Großkreuz am Schulterband, das Großoffizierkreuz und das Kommandeurkreuz für Männer am Hals, für Frauen an der Damenschleife, und das Offizier- und das Verdienstkreuz am Band an der linken Brustseite. Das Band des Offizierkreuzes zeigt das Wappen des Ordens.
Das Schulterband ist 10 cm breit, das Halsband und die Damenschleife 5 cm breit und das Brustband 3,5 cm breit.
Geistliche tragen das Großkreuz um den Hals wie ein Brustkreuz, das Verdienstkreuz an einem zum Dreiecksband gebundenen Ordensband an der Brust. Das Band ist 6,5 cm breit.

## Verleihungstermine
Die Ordensverleihungen finden statt am:
- 2. Februar, dem Fest Mariä Lichtmess,
- 24. Juni, dem Fest des Heiligen Johannes der Täufer, des Ordenspatrons,
- 13. Oktober, dem Fest des Seligen Gerhard, des Ordensgründers.

Unabhängig von diesen Terminen erfolgen die Verleihungen Motu Proprio, die Verleihungen an Würdenträger sowie an Amtsinhaber des Malteserordens aus Anlass ihres Ausscheidens aus Amt und Auftrag.